# Game Designers' Workshop
Ne pas confondre avec l'éditeur britannique Games Workshop
Game Designers' Workshop (GDW) est une ancienne maison d'édition américaine de wargames et de jeux de rôle, active de 1973 à 1996. Beaucoup de ses jeux ont depuis été repris par d'autres éditeurs.

## Historique
Game Designers' Workshop a été fondé le 22 juin 1973. Ses membres fondateurs étaient Frank Chadwick, Rich Banner, Marc Miller et Loren Wiseman. GDW a absorbé la société Conflict Games Company de John Hill au début des années 1970.
GDW a eu pendant deux ans un rythme de production soutenu, avec un produit tous les 22 jours environ pendant plus de vingt ans. Afin de faire le pont entre rôlistes, joueurs de jeux de plateau et joueurs de jeux de figurines, l'entreprise publiait à la fois des jeux de rôle de fantasy et de science-fiction, et des jeux plus réalistes et historiques, comme des systèmes de règles pour figurines de 15 ou 20mm dans la guerre de sécession, les deux guerres mondiales, ou l'ère moderne ; et des jeux de plateau sur ces mêmes époques, comme les séries Air Superiority ou Harpoon.
La société s'est dissoute le 29 février 1996 à la suite de problèmes financiers.

## Produits

### Jeux de rôle
- En garde ! (1975) : Un jeu de duel se déroulant dans la France du XVIIe siècle, souvent utilisé pour du jeu par correspondance.
- Traveller (1977) : Un jeu de science-fiction, au départ conçu comme système générique pour des aventures spatiales. Revu et réédité sous le nom de Megatraveller (1987) puis, avec des règles entièrement différentes et un univers profondément changé, sous celui de Traveller: The New Era (1993)[3]
- Twilight : 2000 (1984) : Un jeu uchronique qui se déroule dans une Europe dévastée par une guerre nucléaire. Des scénarios et suppléments ont étendu le jeu aux États-Unis et à Bangkok.
- Traveller: 2300 (1987) : Un jeu de rôle de hard science-fiction qui se déroule 300 ans après la guerre du crépuscule dépeinte dans Twilight: 2000. Traveller : 2300 a ensuite été renommé en 2300 AD en 1988 avec la sortie de la deuxième édition.
- Space: 1889 (1988) : Un jeu steampunk sur des voyages spatiaux pendant l'air victorienne. Il proposait des opportunités de roleplay, des combats en cannonières volantes et des combats de figurines d'empires coloniaux, avec des éléments rétro-futuristes comme des bandes de braves martiens ou d'étranges créatures de l'espace.
- Cadillacs and Dinosaurs (1990) : Basé sur le comics underground Xenozoic Tales.
- Dark Conspiracy (1991) : Un jeu de rôle d'horreur situé dans un futur proche, créé par Lester Smith.
- Dangerous Journeys (1992) : Un jeu de rôle médiéval-fantastique créé par Gary Gygax, un des co-créateur du premier jeu de rôle, Donjons & Dragons, après son départ de TSR.

### Jeux de plateau
| Jeu                                  | Année               | Auteur                       | Catégorie       | Notes                                                              |
| ------------------------------------ | ------------------- | ---------------------------- | --------------- | ------------------------------------------------------------------ |
| 1940                                 | 1980                | Frank Chadwick               | wargame         | Série « 120 »                                                      |
| 1941                                 | 1981                | John Astell                  | wargame         | Série « 120 »                                                      |
| 1942                                 | 1978                | Marc Miller                  | wargame         | Série « 120 »                                                      |
| 1815: The Waterloo Campaign          | 1975 (2nd ed. 1982) | Frank Chadwick               | wargame         |                                                                    |
| 8th Army: Operation Crusader         | 1984                | Frank Chadwick               | wargame         | Série « Double Blind »                                             |
| Battle of Agincourt - 1415 AD        | 1978                | Marc Miller                  | wargame         | Série « 120 »                                                      |
| Air Strike                           | 1987                | JD Webster                   | wargame         | Série « Air Superiority »                                          |
| Air Superiority                      | 1987                | JD Webster                   | wargame         | Série « Air Superiority »                                          |
| Battle of Alma                       | 1978                | Frank Chadwick               | wargame         | Série « 120 »                                                      |
| Arctic Front                         | 1985                | Frank Chadwick               | wargame         | Série « The Third World War »                                      |
| Assault                              | 1983                | Frank Chadwick               | wargame         | Série « Assault »                                                  |
| Asteroid                             | 1980                | Frank Chadwick               | science-fiction | Série « 120 »                                                      |
| Attack in the Ardennes               | 1982                | Frank Chadwick               | wargame         |                                                                    |
| Avalanche                            | 1976                | Frank Chadwick               | wargame         |                                                                    |
| Azhanti High Lightning               | 1980                | Frank Chadwick & Marc Miller | science-fiction | Lauréat d'une Charles S. Roberts Award                             |
| Bar-Lev                              | 1977                | Frank Chadwick               | wargame         | Obtenu par le rachat de Conflict Games                             |
| Battle for Basra                     | 1991                | Frank Chadwick               | wargame         | Série « First Battle »                                             |
| Battle Rider                         | 1994                | Frank Chadwick               | science-fiction |                                                                    |
| Battlefield Europe                   | 1990                | Frank Chadwick               | wargame         | Série « First Battle »                                             |
| Beda Fomm                            | 1979                | Frank Chadwick               | wargame         | Série « 120 »                                                      |
| Belter                               | 1979                | Frank Chadwick               | science-fiction |                                                                    |
| Blood & Thunder                      | 1992                | Frank Chadwick               | wargame         | Série « First Battle »                                             |
| Bloodtree Rebellion                  | 1979                | Lynn Willis                  | science-fiction |                                                                    |
| Bloody Kasserine                     | 1992                | Frank Chadwick               | wargame         |                                                                    |
| Blue Max                             | 1983                | Phil Hall                    | wargame         |                                                                    |
| Boots & Saddles                      | 1984                | Frank Chadwick               | wargame         | Série « Assault »                                                  |
| Brilliant Lances                     | 1993                | David Nilsen                 | science-fiction |                                                                    |
| Bundeswehr                           | 1986                | Frank Chadwick               | wargame         | Série « Assault »                                                  |
| Burma                                | 1976                | Bob Fowler                   | wargame         |                                                                    |
| Case White                           | 1977                | Frank Chadwick               | wargame         | Jeu VII de la série Europa                                         |
| Chaco                                | 1973                | Marc Miller                  | wargame         |                                                                    |
| Chieftain                            | 1988                | Frank Chadwick               | wargame         | Série « Assault »                                                  |
| Citadel: The Battle of Dien Bien Phu | 1977                | Frank Chadwick               | wargame         | Double lauréat des Game Designers Guild Awards                     |
| Coral Sea                            | 1974 (2nd ed. 1976) | Marc Miller                  | wargame         |                                                                    |
| Crimea                               | 1975                | Frank Chadwick               | wargame         |                                                                    |
| Dark Nebula                          | 1980                | Marc Miller                  | science-fiction | Série « 120 »                                                      |
| Desert Falcons                       | 1989                | JD Webster                   | wargame         | Série « Air Superiority»                                           |
| Double Star                          | 1979                | Marc Miller                  | science-fiction |                                                                    |
| Drang Nach Osten!                    | 1973                | Frank Chadwick               | wargame         | Jeu I de la série Europa                                           |
| Eagles                               | 1974                | Loren Wiseman                | wargame         |                                                                    |
| En Garde!                            | 1975 (2nd ed. 1977) | Darryl Hany                  | jeu de rôle     |                                                                    |
| Eylau                                | 1980                | Rik Fontana                  | wargame         |                                                                    |
| The Fall of France                   | 1981                | John Astell                  | wargame         | Jeu VIII de la série Europa                                        |
| The Fall of Tobruk                   | 1978                | Frank Chadwick               | wargame         |                                                                    |
| Fifth Frontier War                   | 1981                | Marc Miller                  | science-fiction |                                                                    |
| Fire in the East                     | 1984                | John Astell                  | wargame         | Jeu I de la série Europa                                           |
| Great Patriotic War                  | 1988                | Frank Chadwick               | wargame         |                                                                    |
| Guilford Courthouse                  | 1978                | Greg Novak                   | wargame         | Série « 120»                                                       |
| Harpoon                              | 1987                | Larry Bond                   | wargame         |                                                                    |
| Harpoon: Captain's Edition           | 1990                | Larry Bond                   | wargame         |                                                                    |
| A House Divided                      | 1981 (2nd ed. 1989) | Frank Chadwick               | wargame         | Double lauréat des Charles S. Robert Awards                        |
| Illad                                | 1978                | Rik Fontana                  | science-fiction |                                                                    |
| Imperium                             | 1977                | Marc Miller                  | science-fiction |                                                                    |
| Indian Ocean Adventure               | 1978                | Marc Miller                  | wargame         |                                                                    |
| Invasion Earth                       | 1981                | Marc Miller                  | science-fiction |                                                                    |
| Kasserine Pass                       | 1977                | Frank Chadwick               | wargame         |                                                                    |
| La Bataille de la Moscowa            | 1977 & 1988         | John Harshman                | wargame         |                                                                    |
| Last Battle                          | 1989                | Tim Ryan                     | jeu de rôle     |                                                                    |
| The Battle of Lobositz               | 1978                | Frank Chadwick               | wargame         | Série « 120 »                                                      |
| Manassas                             | 1975 (2nd ed. 1976) | Tom Eller                    | wargame         |                                                                    |
| Marita-Merkur                        | 1978                | Rich Banner                  | wargame         | Jeu III de la série Europa                                         |
| Mayday                               | 1978                | Marc Miller                  | science-fiction | Lauréat des Charles S. Robert Awards                               |
| Battle for Midway                    | 1976                | Marc Miller                  | wargame         |                                                                    |
| Battle for Moscow                    | 1986                | Frank Chadwick               | wargame         | Jeu distribué gratuitement. Finaliste des Charles S. Robert Awards |
| Narvik                               | 1974 (2nd ed. 1980) | Frank Chadwick               | wargame         | Jeu IV de la série Europa                                          |
| The Near East                        | 1983                | John Astell                  | wargame         | Jeu IX de la série Europa                                          |
| The Normandy Campaign                | 1983                | Ben Knight                   | wargame         | Série « Double Blind »                                             |
| Operation Crusader                   | 1978                | Frank Chadwick               | wargame         |                                                                    |
| Operation Market Garden              | 1985                | Frank Chadwick               | wargame         | Série « Double Blind »                                             |
| Operation Crusader                   | 1978                | Frank Chadwick               | wargame         |                                                                    |
| Over the Top                         | 1990                | Greg Novak                   | wargame         | Série « Command Decision »                                         |
| Overlord                             | 1978                | Frank Chadwick               | wargame         |                                                                    |
| Pearl Harbor                         | 1977 (2nd ed. 1979) | John Prados                  | wargame         |                                                                    |
| Persian Gulf                         | 1986                | Frank Chadwick               | wargame         | Série « The Third World War »                                      |
| Pharsalus                            | 1977                | Loren Wiseman                | wargame         |                                                                    |
| Phase Line Smash                     | 1992                | Frank Chadwick               | wargame         | Jeu solitaire                                                      |
| Port Arthur                          | 1976                | Marc Miller                  | wargame         |                                                                    |
| The Battle of Prague                 | 1980                | Frank Chadwick               | wargame         | Série « 120 »                                                      |
| The Race for Tunis                   | 1992                | Frank Chadwick               | wargame         |                                                                    |
| The Battle of Raphia, 217 B.C.       | 1977                | Marc Miller                  | wargame         | Série « 120 »                                                      |
| Red Army                             | 1982                | John Astell                  | wargame         |                                                                    |
| Red Empire                           | 1990                | Frank Chadwick               | wargame         |                                                                    |
| Red Star / White Eagle               | 1979                | Dave Williams                | wargame         |                                                                    |
| Reinforcements                       | 1985                | Frank Chadwick               | wargame         | Série « Assault »                                                  |
| Road to the Rhine                    | 1979                | Frank Chadwick               | wargame         |                                                                    |
| The Sands of War Expansion Kit       | 1992                | Frank Chadwick               | wargame         | Série « First Battle »                                             |
| The Sands of War                     | 1991                | Frank Chadwick               | wargame         | Série « First Battle »                                             |
| Scorched Earth                       | 1987                | John Astell                  | wargame         | Jeu II de la série Europa                                          |
| Snapshot                             | 1979                | Marc Miller                  | science-fiction |                                                                    |
| Soldier King                         | 1982                | Frank Chadwick               | wargame         |                                                                    |
| Southern Front                       | 1984                | Frank Chadwick               | wargame         | Série « The Third World War »                                      |
| Spain & Portugal                     | 1984                | Frank Chadwick               | wargame         | Jeu X de la série Europa                                           |
| Suez '73                             | 1981                | Frank Chadwick               | wargame         |                                                                    |
| SSN                                  | 1975                | Stephen Newberg              | wargame         |                                                                    |
| Stand & Die                          | 1991                | Frank Chadwick               | wargame         | Série « First Battle »                                             |
| Tacforce                             | 1980                | Frank Chadwick               | wargame         | Règles de figurines                                                |
| Team Yankee                          | 1987                | Frank Chadwick               | wargame         | Série « First Battle »                                             |
| Test of Arms                         | 1988                | Larry Smith                  | wargame         | Série « First Battle »                                             |
| Tet Offensive: 1968                  | 1991                | Frank Chadwick               | wargame         |                                                                    |
| Their Finest Hour                    | 1976                | Marc Miller                  | wargame         | Jeu V de la série Europa                                           |
| Their Finest Hour                    | 1982 & 1984         | John Astell                  | wargame         | Jeu V de la série Europa                                           |
| The Third World War                  | 1984                | Frank Chadwick               | wargame         | Série « The Third World War »                                      |
| Torch                                | 1985                | John Astell                  | wargame         | Jeu XI de la série Europa                                          |
| Torgau                               | 1974                | Frank Chadwick               | wargame         |                                                                    |
| Trenchfoot                           | 1981                | Frank Chadwick               | wargame         |                                                                    |
| Triplanetary                         | 1973 (2nd ed. 1981) | John Harshman, Marc Miller   | science-fiction |                                                                    |
| Tsushima                             | 1976                | Marc Miller                  | wargame         |                                                                    |
| Unentschieden                        | 1973                | Frank Chadwick               | wargame         | Jeu II de la série Europa                                          |
| Verdun                               | 1978                | Marc Miller                  | wargame         |                                                                    |
| Western Desert                       | 1983                | John Astell                  | wargame         | Jeu VI de la série Europa                                          |
| White Death                          | 1979                | Frank Chadwick               | wargame         |                                                                    |
| Yalu                                 | 1978                | John Hill                    | wargame         |                                                                    |

### Règles pour figurines
- Fire &amp; Steel (1978), sur les guerres napoléoniennes.
- Harpoon, un jeu de combat naval moderne, développé plus tard en jeu informatique.
- Johnny Reb, sur la guerre de sécession.
- Striker (1983), un jeu de science-fiction basé sur Traveller.
- Command Decision, sur les guerres du XXe siècle et la Seconde Guerre mondiale. GDW a publié les 1ère et 2e éditions ; une 3e édition a été écrite par Frank Chadwick et publiée en 1998 par EHQ et Old Glory.
- Armes combinées, sur l'après-guerre et la guerre froide.
- TacForce, sur les guerres au 20e siècle.
- Over the Top, pour la Première Guerre mondiale.
- Star Cruiser, sur une guerre spatiale au 23ème siècle ; le jeu est basé sur 2300AD.
- Sky Galleons of Mars, un jeu de plateau en boite avec figurines pour jouer les batailles aériennes steampunk de Space 1889.
- Cloudships and Gunboats, également un jeu de plateau en boite avec figurines pour jouer les batailles aériennes steampunk de Space 1889.
- Soldier's Companion (sur les conflits terrestres, aériens et navals dans Space 1889).
- Striker II (1994), jeu de science-fiction basé sur Traveller: The New Era.
- Volley & Bayonet (1994), pour de grosses batailles à l'ère de la poudre à canon

### Le magazineGrenadier
GDW a publié 35 numéros de la revue The Grenadier de 1978 à 1990. Au départ un magazine trimestriel, sa publication est devenue sporadique sur la fin. Bien qu'il couvrait aussi des jeux d'autres éditeurs, la majeure partie du magazine était consacrée aux jeux GDW.

### Journal of the Travellers Aid Society
Journal of the Travelers Aid Society était un magazine consacré à Traveller, publié par GDW de 1979 et 1985.

### Challenge
Challenge était un magazine de jeux de rôle et a remplacé Journal of the Travellers Aid Society. Il ne couvrait plus seulement Traveller mais tous les jeux de rôle de GDW. Il était publié de 1986 à1996.

### Jeux vidéo
- The Battle of Chickamauga
- Rommel : Battles for Tobruk

## Récompenses
- Charles S. Roberts Award, Best Graphics of 1976 pour le jeu Avalanche[5]
- Charles S. Roberts Award, Best Fantasy/Futuristic Game of 1978 pour le jeu Mayday[6]
- H. G. Wells Award, Best Miniature Rules of 1978 pour le jeu Fire & Steel[6]
- H. G. Wells Award, Best Historical Figure Series of 1979 pour le jeu System Seven Napoleonics[7]
- H. G. Wells Award, Best Miniatures Rules of 1979 pour le jeu System Seven Napoleonics[7]
- H. G. Wells Award, Best Roleplaying Adventure of 1979 pour le jeu Kinunir[7]
- Charles S. Roberts Award, Best Magazine Covering Roleplaying of 1979 pour le magazine Journal of the Travelers Aid Society[7]
- Charles S. Roberts Award, Best Fantasy or Science Fiction Boardgame of 1980 pour le jeu Azhanti High Lightning[8]
- H. G. Wells Award, Best Miniatures Rules of 1980 pour le jeu Tacforce[8]
- H. G. Wells Award, Best Roleplaying Adventure of 1980 pour le scénario de jeu de rôle Twilights Peak[8]
- H. G. Wells Award, Best Professional Magazine Covering Roleplaying of 1980 pour le magazine Journal of the Travelers Aid Society[8]
- Charles S. Roberts Award, Best Pre-20th Century Boardgame of 1981 pour le jeu House Divided[9]
- H. G. Wells Award, Best Professional Roleplaying Magazine of 1981 pour le magazine Journal of the Travelers Aid Society[9]
- H. G. Wells Award, All Time Best Miniatures Rules for 20th Century Land Battles of 1981 pour le jeu Tacforce[9]
- H. G. Wells Award, Best Miniatures Rules of 1982 pour le jeu Striker[10]
- H. G. Wells Award, Best Roleplaying Rules of 1984 pour le jeu Twilight: 2000[11]
- H. G. Wells Award, Best Miniatures Rules of 1986 pour le jeu Command Decision [12]
- H. G. Wells Award, Best Roleplaying Adventure of 1986 pour le scénario Going Home[12]
- Origins Award, Best Boardgame Covering the Period 1900-1946 of 1987 pour le jeu Scorched Earth[13]
- Origins Award, Best Miniatures Rules of 1987 pour le jeu Team Yankee[13]
- Origins Award, Best Miniatures Rules of 1987 pour le jeu Harpoon[13]
- Origins Award, Best Miniatures Rules of 1988 pour le jeu To The Sound of the Guns[14]
- Origins Award, Best Fantasy or Science Fiction Boardgame of 1988 et Best Graphic Presentation of a Boardgame of 1988 pour le jeu Sky Galleons of Mars[14]
- Charles S. Roberts Award, Best Pre-World War Two Game of 1989 pour la 2e édition du jeu House Divided
- Origins Award, Best Roleplaying Rules of 1993 pour le jeu Traveller: the New Era